# Fritz Fajen
Fritz Fajen (* 7. November 1934 in Rotenburg in Hannover; † 19. April 2023 in Regenstauf) war ein deutscher klassischer Philologe. Er war der maßgebende Editor der Halieutika des griechischen Lehrdichters Oppian.

## Lebenslauf
Fajen studierte ab 1957 Klassische Philologie und Indogermanistik an den Universitäten Göttingen und Zürich. In Göttingen wurde er 1965 bei Ernst Heitsch und Günter Neumann promoviert; anschließend besuchte er die Scuola vaticana di paleografia e diplomatica in Rom und schloss das Studium als Palaeographus vaticanus ab. Seit 1967 an der Universität Regensburg (Lehrstuhl Heitsch) zunächst als Assistent, späterhin als Akademischer Direktor, lehrte er Griechisch und Lateinisch (und Italienisch) bis 1999. Der Romanist und Literaturwissenschaftler Robert Fajen ist sein Sohn.

## Publikationen

### Aufsätze, Monographien, Editionen u. a.
- Überlieferungsgeschichtliche Untersuchungen zu den Halieutika des Oppian, Beiträge zur Klassischen Philologie 32, Meisenheim 1969.
- Tempus im Griechischen. Bemerkungen zu einem Buch von Harald Weinrich, Glotta 49, 1971, 34–41.
- Der „Irrealis“ im Griechischen. Bemerkungen zu einem Buch von Harald Weinrich, Gymnasium 78, 1971, 442–446.
- Überlegungen zum sog. Lateinunterricht für Hörer aller Fakultäten an der Universität, Gymnasium 81, 1974, 90–92.
- Zur Überlieferungsgeschichte der Halieutika des Oppian, Hermes 107, 1979, 286–310.
- Handschriftliche Überlieferung und sogenannte Euteknios-Paraphrase der Halieutika des Oppian, AAWM 1979, Nr. 4.
- Tempus und Modus in den Temporalsätzen der Halieutika des Oppian, Glotta 59, 1981, 208–228 (Corrigenda Glotta 60, 1982, 136).
- Noten zur handschriftlichen Überlieferung der Halieutika des Oppian, AAWM 1995, Nr. 2.
- Oppianus, Halieutika / Oppian, Der Fischfang, ed. Fritz Fajen, Stuttgart-Leipzig 1999.
- Oppianus Ciliciensis 1930–1999, Lustrum 41, 1999, 75–104.

### Konkordanzen, Textsammlungen, Grammatiken
- Concordantia Oppianea / Konkordanz zu den Halieutika des Oppian aus Kilikien (ed. Fritz Fajen), zusammengestellt von Fritz Fajen und Manfred Wacht, Hildesheim/Zürich/New York 2002.
- Concordantia Colluthi / Konkordanz zum „Raub der Helena“ des Kolluthos (ed. Otto Schönberger), zusammengestellt von Fritz Fajen und Manfred Wacht, Hildesheim/Zürich/New York 2003.
- Concordantia Triphiodori / Konkordanz zur „Einnahme Trojas“ des Triphiodor (ed. Uwe Dubielzig), zusammengestellt von Fritz Fajen und Manfred Wacht, Hildesheim/Zürich/New York 2003.
- Concordantia Orphei Argonauticorum / Konkordanz zu den Orphischen Argonautika (ed. Francis Vian), zusammengestellt von Fritz Fajen und Manfred Wacht, Hildesheim/Zürich/New York 2004.
- Concordantia Orphei Lithicorum / Konkordanz zu den Orphischen Lithika (ed. Georgios N. Giannakis), zusammengestellt von Fritz Fajen und Manfred Wacht, Hildesheim/Zürich/New York 2005.
- Concordantia Nonni Dionysiacorum / Konkordanz zu den Dionysiaka des Nonnos (ed. Rudolf Keydell), zusammengestellt von Fritz Fajen und Manfred Wacht, 5 Bde., Hildesheim/Zürich/New York 2008.
- Sapientia Romanorum, Weisheiten aus dem alten Rom, Stuttgart 2008.
- Lateinische Grammatik. Ein Repetitorium mit besonderer Berücksichtigung des Verbs, Stuttgart 2010, 2017, 2021 (durchgesehene Auflage).

### Rezensionen
- Antonio Capizzi, La porta di Parmenide. Due saggi per una nuova lettura del poema, Filologia e Critica 14, Rom 1975 in Gymnasium 84, 1977, 39–41.
- Ἀνωνύμου παράφρασις εἰς τὰ Ὀππιανοῦ Ἁλιευτικά. Ἐκδίδει Μανόλης Παπαθωμόπουλος. Ἰωάννινα 1976 (Πανεπιστήμιον Ἰωαννίνων. Φιλοσοφικἡ Σχολή. Σειρὰ 'Πέλεια'. 4.) in Gnomon 50, 1978, 776–778.